# The Stealers
The Stealers è un film muto del 1920 diretto da Christy Cabanne.

## Trama
Dopo aver finita la scuola, Julia Martin, la figlia di un pastore, raggiunge il padre nella tenda del gospel dove lei suona l'organo. Quella che l'aveva preceduta come organista era Mary Forrest, amichetta di un piccolo criminale e abile borseggiatrice. La tenda per le preghiere e il gospel sembra fatta apposta per attirare i borseggiatori. Durante un servizio, Mary tenta il colpo con Raymond, ma il giovane la rimprovera: lei si pente e promette di diventare onesta. I due giovani si innamorano. Julia assiste a una conversazione tra Mary e Stephen, dove Mary dichiara che vuole uscire dalla gang. Julia è sconvolta dalla rivelazione, tanto più quando scopre che il capo della banda è proprio suo padre. Il quale è anche il padre di Mary, abbandonata da bambina.

## Produzione
Il film fu prodotto dalla Robertson-Cole Pictures Corporation.

## Distribuzione
Distribuito dalla Robertson-Cole Distributing Corporation, il film uscì nelle sale cinematografiche statunitensi il 3 ottobre 1920 dopo una prima che si era tenuta il 17 settembre nella sala da ballo dell'Hotel Astor di New York.